# Rudolf I., njemački kralj
Rudolf I. Habsburški (dvorac Limburg, Breisgau, 1. svibnja 1218. – Speyer, 15. srpnja 1291.), bio je grof od Habsburga (o. 1240. – 1291.), rimsko-njemački kralj (1273. – 1291.), austrijski i štajerski vojvoda (1278. – 1282.) i koruški vojvoda (1278. – 1286.). 
Bio je prvi Habsburgovac koji je postao rimsko-njemački kralj te je time prekinuto razdoblje bez kralja, ali ne i razdoblje bez cara jer za cara Svetog Rimskog Carstva nije bio okrunjen. Pobijedio je češkog kralja Otakara te se tako domogao austrijskih zemalja koje tako dospjele pod vlast Habsburgovaca.
Kao grof od Habsburga vladao je pod imenom Rudolf IV.

## Životopis

### Uspon na carsko prijestolje
Rudolf I. Utemeljitelj bio je sin habsburškog grofa Alberta IV. († o. 1239.) i Hedvige, kiburške grofice. Poslije očeve smrti naslijedio je zemlje u Gornjem Alzasu, Aargau i Breisgau sa sjedištem u Kaštelu Habsburg. Bio je pristaša njemačkih careva Fridrika II. (1220. – 1250.) i njegova sina Konrada IV. (1250. – 1254.), uz čiju je pomoć povećao svoje posjede i stekao moć. Nakon izumiranja dinastije Hohenstaufen, nastalo je bezvlašće u Svetom Rimskom Carstvu i sukobi među različitim kandidatima za njemačku kraljevsku čast. Izborni knezovi, koji su odlučivali o tome tko će biti vladar, nisu se preko dvadeset godina mogli dogovoriti i postići jedinstveni izbor, što je izazvalo borbe za krunu među brojnim kandidatima. U takvim je okolnostima, grof Rudolf uložio dosta diplomatske vještine i novaca u pregovore sa svih sedam izbornih knezova. U prilog mu je išla činjenica što je bio sposoban i mudar, ali ipak nedovoljno bogat i moćan da bi ugrozio gotovo neovisne vladarske položaje knezova-izbornika. Zbog toga su izbornici bili skloniji izabrati njega za novoga njemačkog kralja, a ne njegova protukandidata, češkog kralja Otokara II. Přemysl (1253. – 1278.), koji je bio i bogat i previše moćan. Uza sve to, i rimskom papi Grguru X. (1271. – 1276.) učinilo se da bi Rudolf mogao napokon uvesti red i mir, ne samo u Njemačkoj, nego i u Italiji, pa ga je i on podržao, uz uvjet da se odrekne carskih pretenzija na Rim.
Tako je napokon 1273. Rudolf I. izabran za njemačkog kralja i okrunjen 24. listopada iste godine u katedrali u Aachenu, istom mjestu gdje su se krunili njegovi prethodnici još od vremena Karla Velikog († 814.). Tim činom je Rudolf uzdigao obitelj Habsburga na pozornicu europske politike i od roda koji, ma kako ugledan bio, nije bio važan izvan lokalnih okvira svojih posjeda, stvorio jednu od najvažnijih europskih dinastija. Svoju pozornost usmjerio je na Njemačku, Podunavlje i austrijske zemlje s kojima će Habsburzi ubuduće biti nedjeljivo vezani, za razliku od svojih prethodnika koji su iscrpljivali svoje snage nastojeći učvrstiti svoju vlast u Italiji.

### Sukob Rudolfa I. i Otokara II.
Taj je prvi veliki uspon Habsburga bio označen i jednim oružanim sukobom, kojega Rudolf nije želio. Već spomenuti češki kralj Otokar II. ženidbenim je vezama došao u posjed Austrije, Štajerske, Koruške i Kranjske i postao jednim od najmoćnijih europskih vladara. Njegovi su ljudi imali utjecaja i u Slavoniji, pa su tako primjerice podigli samoborsku utvrdu. Otokaru se činilo da Rudolf nije dostojan njemačke krune, jer nije bio ni približno tako jak kao češki kralj, koji se također natjecao za njemačko kraljevstvo. Zbog toga je došao u sukob s Rudolfom, pa ga je njemački sabor, podržavajući zakonitog vladara, proglasio izdajnikom i naložio da mu se oduzmu svi posjedi, uključujući i samu Češku, tada dio njemačkog carstva.
Rudolf je trebao izvršiti ovu presudu uz pomoć velike vojske što ju je sakupio u južnoj Njemačkoj. Tri tisuće vitezova krenulo je prema Austriji, a stalno su im se pridruživali novi, jer je Otokar ionako imao mnogo neprijatelja, koji su jedva čekali da mu sreća okrene leđa, pa da se i oni pridruže protivničkom savezu. Rudolf je i opet imao potporu Crkve, a i ugarski je kralj Ladislav IV. stao na njegovu stranu. Otokar je, nakon što je Rudolf opsjeo Beč, bio prisiljen potpisati primirje kojim se odrekao austrijskih zemalja. No, zapravo mu nije bilo ni na kraj pameti, držati se dogovorenoga. Sakupivši novu vojsku, započeo je pohod protiv Rudolfa, u nadi da će ga izbaciti iz Austrije.
Tako je 26. kolovoza 1278. došlo do odlučne bitke kod Dürnkruta, na mjestu gdje češka rijeka Morava utječe u dunavsku ravnicu. Viteške su se vojske hrabro borile, sve dok Otokara nije ubio njegov vlastiti peharnik, koji je jedva čekao da osveti svoje roditelje, osuđene na smrt zbog suprotstavljanja češkom kralju. Time je okončan sukob koji je Rudolfu Utemeljitelju omogućio da pod svoju vlast podvrgne austrijske zemlje (osim Tirola), čime je Habsburge iz dalekog Alsacea doveo u Podunavlje i Srednju Europu.
Rudolfa su suvremenici opisivali kao visokog muškarca, dugih nogu i nježne konstitucije, umjerena u hrani i piću. Zanimljivo je da su ondašnji kroničari zapazili kao jednu od njegovih značajki dugi nos, obilježje koje će pratiti Habsburge kroz čitavu njihovu povijest. Njegove moralne vrline odgovarale su viteškom idealu srednjega vijeka: bio je pobožan, hrabar, velikodušan i skroman. Ukratko, u Rudolfu Utemeljitelju Habsburzi su dobili osnivača dinastije kakvog je tradicija njihova roda mogla samo poželjeti. Mnogi od njegovih nasljednika težili su oživotvoriti sve njegove vrline, ali svima to nije polazilo za rukom. Uostalom, već se neposredni nasljednici njegova sina, koji je bio dorastao ocu, nisu pokazali jednako sposobnima, pa nisu bili čak niti u stanju održati ono što je Rudolf postigao.

## Vanjske poveznice
|  | Zajednički poslužitelj ima još gradiva o temi Rudolf I., njemački kralj |

- Rudolf I. Hrvatska enciklopedija
- Rudolf I. Proleksis enciklopedija
- Rudolf I Britannica (engl.)

| Prethodnik: Rikard, grof Cornwalla (1257.-1272.) Alfons X. Mudri (1257.-1273.) | Rimsko-njemački car car (1273. - 1291.) | Nasljednik: Adolf Nassauski (1292.-1298.) |